# Edgar Godoy da Mata Machado
Edgar Godoy da Mata Machado (Diamantina, 14 de maio de 1913 - Belo Horizonte, 9 de setembro de 1993) foi um jornalista, jurista, filósofo e político brasileiro do estado de Minas Gerais.

## Biografia
Nascido em 1913, e com participação importante na vida política brasileira entre as décadas de 1930 a 1980, o Prof. Edgar da Mata Machado começou como jornalista na Folha de Minas, trabalhando também no Estado de Minas e em O Diário, influente periódico da arquidiocese de Belo Horizonte. No Rio de Janeiro, trabalhou em O Globo e no Diário de Notícias.
Participou, politicamente, da resistência ao Governo Vargas, nas décadas de 1930 e 40, e foi um dos signatários do manifesto dos mineiros, contra o Estado Novo. Na redemocratização, filiou-se à UDN, e foi, entre 1946 e 1950, Chefe-de-Gabinete do Governador Milton Campos. Foi eleito deputado estadual, compondo a Assembleia Legislativa de Minas Gerais na 2ª Legislatura (1951-1955), ainda pela UDN.
Retornaria à política partidária em meados dos anos 60, quando foi eleito deputado federal, já pelo MDB. Foi cassado, com base no AI-5, em dezembro de 1968, por sua oposição à ditadura militar. Em fins dos anos 1970 foi um dos líderes do movimento pela anistia política em Minas Gerais. Foi filiado ao PMDB, partido pelo qual foi eleito suplente do senador Itamar Franco. Em 1990, assumiu mandato como Senador da República, o último mandato eletivo que exerceu.
Teve atuação destacada no meio acadêmico, onde começou como professor da Faculdade Mineira de Direito, que mais tarde seria integrada à Universidade Católica de Minas Gerais. Posteriormente foi professor da Faculdade de Direito da Universidade Federal de Minas Gerais, instituição a que se dedicou a partir dos anos 1950. Em 1954 tornou-se livre-docente da cadeira de Introdução ao Estado de Direito, com a tese "Contribuição ao Personalismo Jurídico" (última edição pela editora Del Rey/Belo Horizonte, em 2000). Em 1956, com a tese "Direito e Coerção" (última edição pela editora UNIMARCO/São Paulo, em 1997), assumiu a cátedra de Introdução ao Estudo do Direito. Em 1968 sofreu a cassação de sua cátedra pela ditadura militar, retornando em 1979, anistiado pela redemocratização. Naquele mesmo ano teve seu filho, José Carlos Novaes da Mata Machado, que se graduaria em direito, preso e assassinado pela ditadura. Hoje seu nome é lembrado no Território Livre Zé Carlos da Mata Machado na Faculdade de Direito da UFMG, espaço de discussão e manifestação política. A sede do Sindicato dos Jornalistas Profissionais de Minas Gerais e da Casa dos Jornalistas, um casarão antigo localizado na avenida Álvares Cabral, 400, centro de Belo Horizonte, leva o nome do professor Edgar de Godoy da Mata Machado.
Entre outras obras que publicou, seu livro "Elementos de Teoria Geral do Direito" foi, por muitos anos, um dos mais adotados nos cursos de direito do Brasil. De orientação católica e influenciado pela doutrina social da igreja, o pensamento e as atividades político-sociais de Edgar da Mata Machado trazem a marca do intelectual engajado na construção de um mundo cristão e de uma ordem jurídica de molde jus-naturalista.
A atuação política de Edgar da Mata Machado foi marcada por uma militância em defesa da liberdade, do Estado Social de Direito e da afirmação e expansão dos direitos humanos.
Seu pensamento jurídico tem como base a perspectiva do jusnaturalismo, de base aristotélico-tomista. Teve influência marcante de Georges Bernanos e de Jacques Maritain (que traduziu para o português), além de Emmanuel Mounier e de Alceu Amoroso Lima, com quem compartilhava a militância político-católica. Segundo seu ex-aluno, o ministro Patrus Ananias, também político, jurista e católico, "Edgar de Godoi da Mata Machado, buscando a confluência de duas vertentes, tornou-se, entre nós, um dos mais lúcidos e instigantes precursores do Estado Democrático de Direito, enfatizando a dignidade da pessoa humana nas duas dimensões básicas: a que antecede o Estado na intangibilidade dos direitos subjetivos e a que emerge da sociabilidade humana na construção compartilhada do bem comum". Professor Edgar ocupou a cadeira nº 39 da Academia Mineira de Letras.
Personalidade marcante na intelectualidade mineira e brasileira, Edgar da Mata Machado morreu, aos 82 anos, em 1995. Seu nome e sua obra ainda são presentes nas áreas jurídica e política.

## Obras principais
- O problema do jornalismo, 1940.
- Imagem da América, 1944.
- Nosso mestre Maritain (em co-autoria), 1945.
- Contribuição ao Personalismo Jurídico, 1954.
- Direito e Coerção, 1957.
- O cristão e a cidade, 1959.
- Lembranças de Bernanos (em co-autoria), 1972.
- Elementos de Teoria Geral do Direito, 1972.
- Memorial de idéias políticas, 1975.
- O modelo econômico e político brasileiro (em co-autoria), 1983.
- Fé, cultura e liberdade (depoimento. coordenado por Otávio Dulci e Lucília Neves), 1993.